# Celestron
Celestron És una empresa basada en Torrance, Califòrnia, EUA que fabrica telescopis i distribueix prismàtics de telescopis, spotting abastos, microscopis, i accessories va fabricar per la seva empresa de pare, el Synta Empresa de Tecnologia de Taiwan.